# Tanjung Periuk
Tanjung Periuk is een bestuurslaag in het regentschap Lahat van de provincie Zuid-Sumatra, Indonesië. Tanjung Periuk telt 325 inwoners (volkstelling 2010).